# 陰陽闘神機
陰陽闘神機（おんみょうとうじんき）は、WiZが企画し、バンダイが発売した携帯型ゲームである。

## 概要
陰陽闘神機本体は画面のついたボールのような形状をしている。
ゲームを始めると自分の誕生日を登録する事で24の節季ごとに決められた式神と契約しパートナーとなる。
戦闘では妖怪との戦闘や他の闘神士が使役する式神を相手にし、時には困り人の願いを聞き、本体裏の光る部分を見て12秒以内に順序よく縦・横・斜めに動かす（＝印を切る）ことで式神に指示を与える。

## 式神
- 式神界に住まい闘神士によってこの世に降神される神々の事。
- 24節季ごとに24の種族に分かれ、それぞれの種族は「信頼」や「正義」などの意味を象徴している。
- ほぼ全ての式神が獣人や機械人のようなデザインをしている。

## 機種
天の印
白虎のコゲンタをはじめとする天流24体の式神が登場する。フルコンプリートで白虎のアカツキが登場。
地の印
天の印と同時発売。白虎のランゲツなど地流24体の式神が登場。フルコンプリートで逆式化ランゲツが手に入る。
神の印
天、地48体に加え、新たに神流24体の式神、が登場。